# إمبالة سوداء الوجه
الإمبالة ذات الوجه الأسود (الاسم العلمي: Aepyceros melampus petersi) ظبي إفريقي، يأتي اسم الإمبالة من اللغة زولوية، ويعني «الغزالة» بينما يشتق الاسم العلمي من الكلمات اليونانية الآتية: أيبوس (αιπος) «ارتفاع»، وكيروس (κερος) «قرن»، وميلاس (melas) «أسود»، وبوس (pous) «قدم». وتعتبر الإمبالة ذات الوجه الأسود، هي سلاله من ظبي الإمبالة المستوطن بدولتي أنغولا وناميبيا.

## اقرأ كذلك
- قائمة مزدوجات الأصابع حسب العدد